# Between Rings
Between Rings: The Esther Phiri Story es un documental coescrito y codirigido por la cineasta zambiana Jessie Chisi y la directora finlandesa Salla Sorri.

## Sinopsis
Una mujer abandonó su educación y perspectivas de matrimonio para lanzarse a una carrera de boxeo y se convirtió en siete veces campeona mundial de peso wélter.
Esther Phiri es famosa por ser la primera boxeadora de Zambia y por ganar siete campeonatos mundiales de peso wélter. Pero su historia comenzó antes, en los barrios marginales de Lusaka, donde creció empobrecida por la muerte de su padre a causa de la malaria a sus 15 años, y ser madre soltera a los 16. La educación no era una posibilidad para ella, mientras pasaba sus días vendiendo frutas y verduras en el mercado al aire libre para sobrevivir. Se interesó en el boxeo después de una demostración en un evento de concientización sobre el SIDA y narra cómo enfrentó el ridículo por este interés. Sin embargo, perseveró, a pesar de la presión para casarse y tener hijos. En un país donde la esperanza de vida promedio es de 40 años, y más del 80% de la población vive en la pobreza, y donde el VIH / SIDA obtiene tasas epidémicas, se tiene el doble de probabilidades de afectar a las mujeres, sin embargo ella superó las probabilidades en términos de cultura y género, y se convirtió en un éxito.
En ocasiones llamada la "Laila Ali de Zambia" y a veces "la verdadera Million Dollar Baby", se encontró dividida, en medio de su éxito, entre su vida personal y sus metas profesionales. Su fama la convirtió en un símbolo de la independencia de la mujer, una posición que no todos  consideraban algo positivo. En el apogeo de su éxito, conoció a un hombre con el que se comprometió, pero se encontró bajo la presión de su entrenador para que no se casara porque eso le restaría valor a su carrera, y en el aspecto personal, renunciar a su carrera para tener una familia. En ese momento, Phiri eligió su carrera. En 2012, anunció que dejaría el boxeo, aunque regresó poco después.
En la película, Phiri expresa su deseo de que más niñas y mujeres practiquen deportes como un medio para la independencia y el empoderamiento, y una forma de evadir los muchos escollos de la vida en Zambia, como la pobreza, drogas, crimen y ETS. "Esta es la primera vez que realmente me abro para que la gente me vea como Esther Phiri, la mujer, no la boxeadora. Da miedo ser tan abierta, pero creo que es importante compartir mi historia, para que la gente pueda ver que incluso el éxito tiene un precio. Trabajamos duro, pero también tenemos luchas personales que superar. Espero que mi historia les muestre a las jóvenes que pueden hacer todo lo que quieran e inspirarlas, sin importar sus circunstancias".

## Producción
Originalmente fue titulada Woman on Hold antes de  completarse su producción. Fue financiada por la Finnish Film Foundation.
Chisi y Sorri se reunieron con Phiri en su gimnasio en 2009, en el apogeo de su carrera. La boxeadora se había quejado de que el público y los medios de comunicación invadieron su vida, pero aceptó estar en el documental porque los realizadores le prometieron que podría representar su propia historia.
El documental sigue a Phiri durante tres años, cubriendo su día a día tanto en público como en sus esferas personales.

## Lanzamiento y recepción
La película se proyectó en el Festival Internacional de Cine de Helsinki en septiembre de 2014 y se estrenó internacionalmente en Dinamarca en el Festival Internacional de Cine documental de Copenhague el 11 de noviembre de 2014, con gran éxito de crítica. Fue nominado para el premio Nordic Dox. Siguieron proyecciones en festivales internacionales adicionales, incluido el Festival Internacional de Cine de Göteborg en Suecia. El estreno de la película en Zambia tuvo lugar el 8 de marzo de 2015, Día Internacional de la Mujer.